# Ayr (Dakota do Norte)
Ayr é uma cidade localizada no estado norte-americano de Dakota do Norte, no Condado de Cass.

## Demografia
Segundo o censo norte-americano de 2000, a sua população era de 23 habitantes. 
Em 2006, foi estimada uma população de 21, um decréscimo de 2 (-8.7%).

## Geografia
De acordo com o United States Census Bureau tem uma área de 
0,2 km², dos quais 0,2 km² cobertos por terra e 0,0 km² cobertos por água. Ayr localiza-se a aproximadamente 339 m acima do nível do mar.

## Localidades na vizinhança
O diagrama seguinte representa as localidades num raio de 20 km ao redor de Ayr. 